# Mikro-Hotel
Ein Mikro-Hotel oder auch Mini-Hotel ist ein extrem kleines Hotel mit mindestens 6 m² Fläche als Ruheraum mit Sanitär und ist als geeignete Schlafmöglichkeit in der EU anerkannt worden.

## Mikro-Hotel

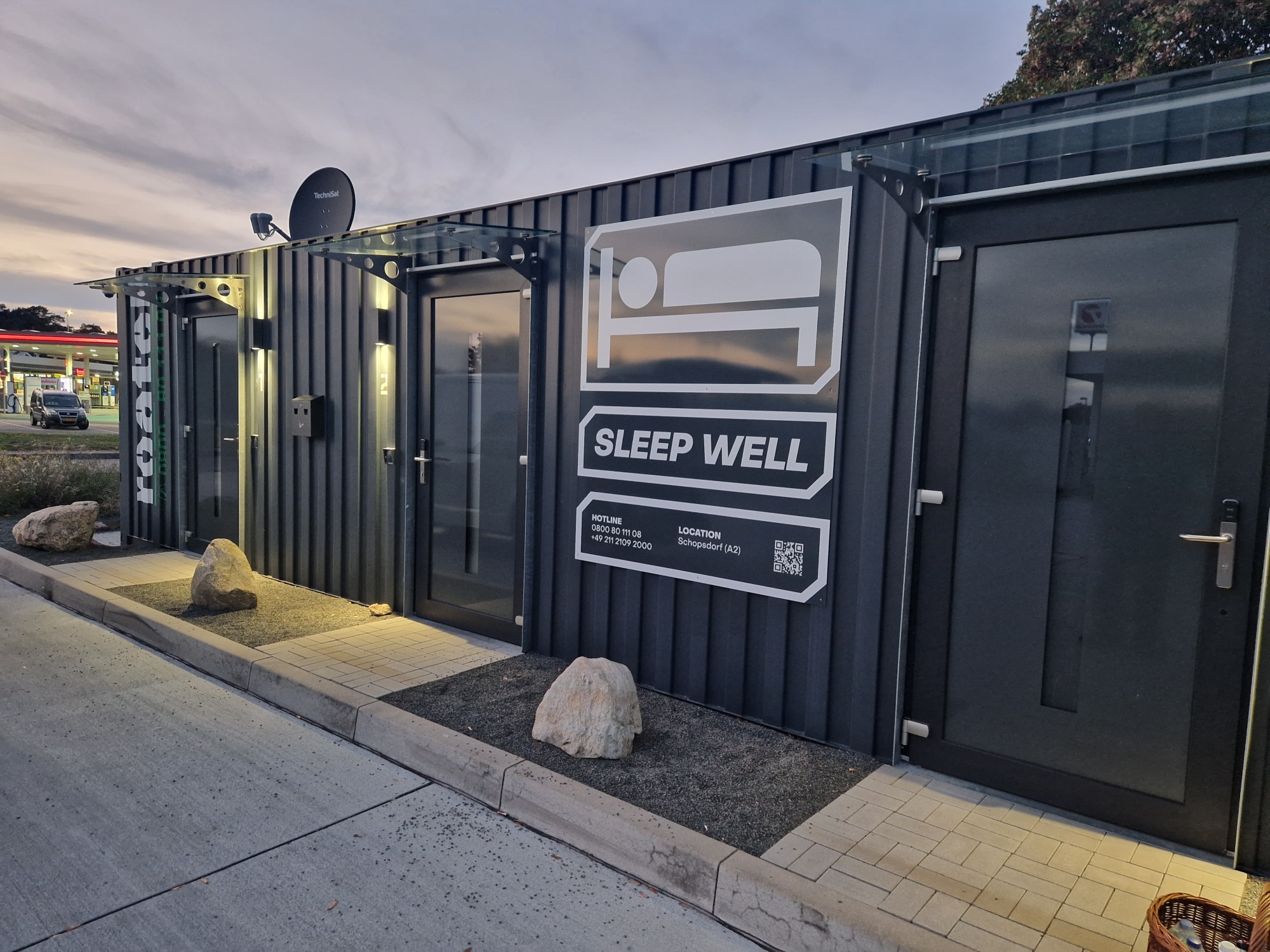
4 Roatel Mikro-Hotels

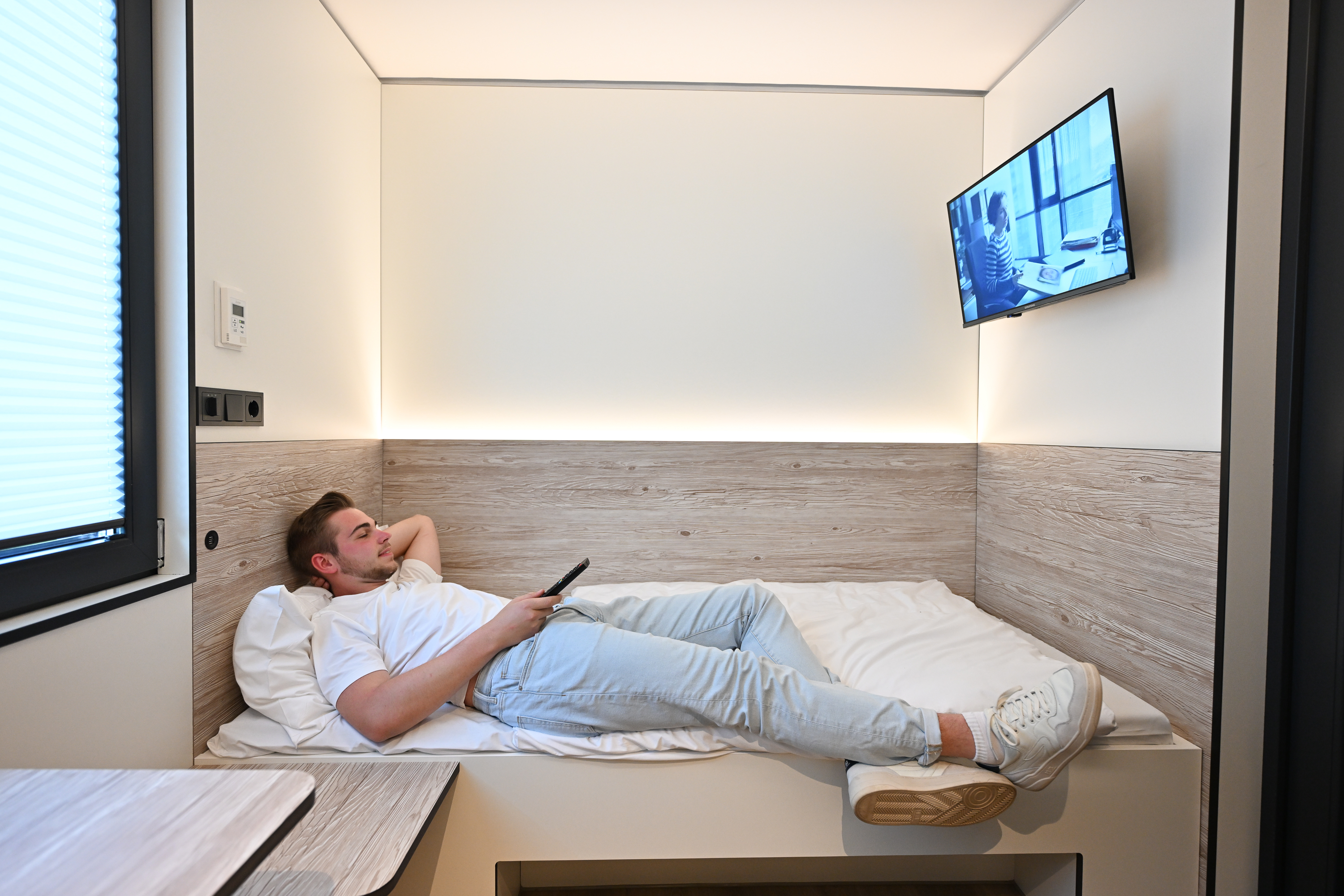
Schlafraum

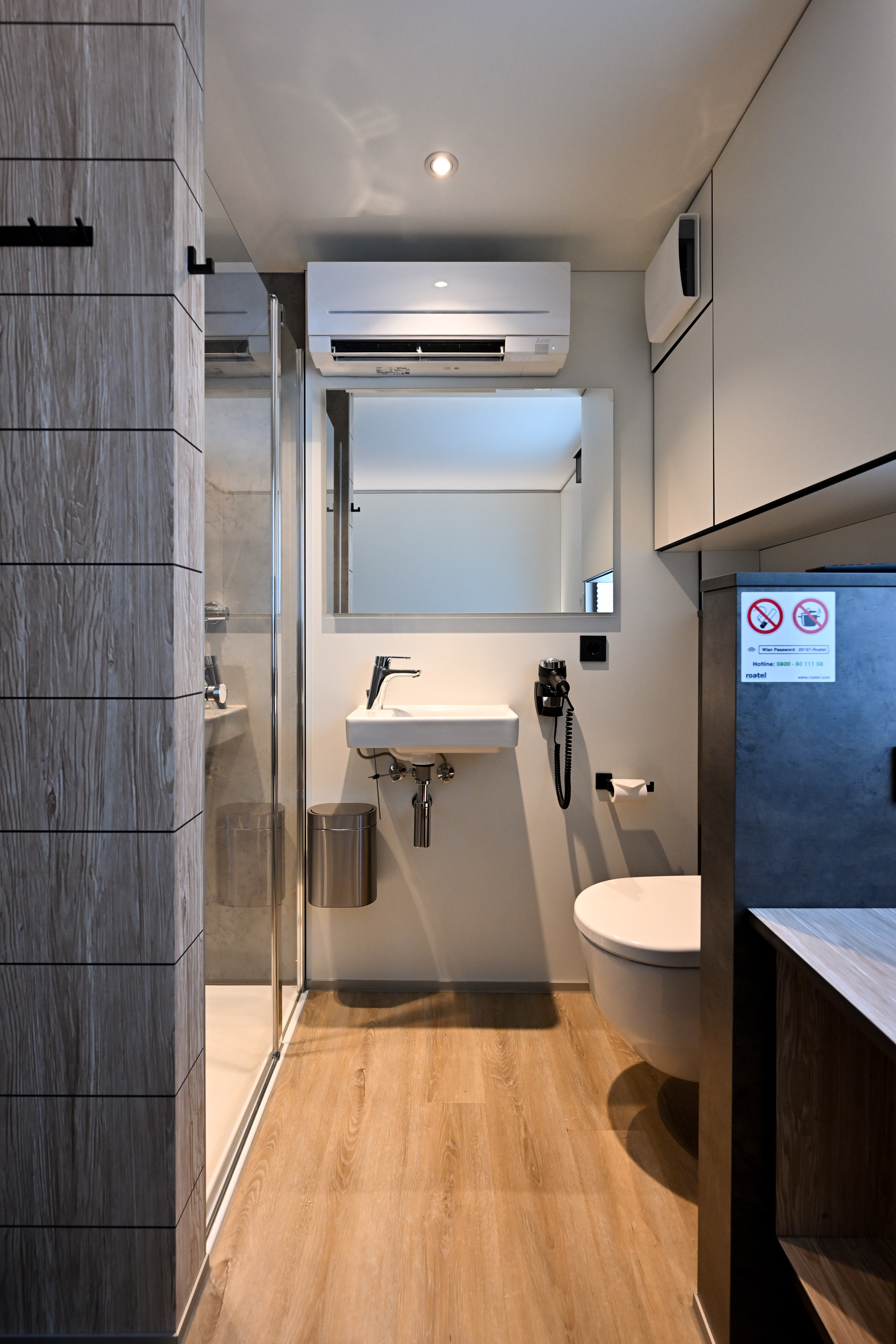
Sanitär

Ein Mikro-Hotel hat auch das deutsche Start-up Unternehmen Roatel, dass mit mobilen standardisierten Übersee-Containern in. ganz kleinen Art von einzelnen Mini-Hotels entwickelte, die auf BAB-Rastanlagen, Autohöfen oder in Industrie Gebieten aufgestellt wurden. Jedes dieser Container-Hotel-Anlagen besteht aus vier kleinen autonomen bzw. unabhängigen Mikro-Hotels mit Zimmer, Bett, Dusche/WC, WLAN, Fernseher und Klimaanlage auf 7,5 m² und sind schall- und wärmeisoliert. Roatel betreibt derzeit im Mai 2025 in Deutschland 27 Mikro-Hotels an 20 Standorten in 11 Bundesländern. Somit kann das Nötigste für eine erholsame Ruhezeiten der Berufskraftfahrer (BKF) mit einem festen Preis von rund 49 € pro Nacht digital per App gebucht werden. Die Buchung und Check-in bestehen digital per App, was den Betrieb rund um die Uhr ermöglicht.
Die Idee der innovativen Aspekte war das Modulare, mobile Roatel-Konzept, entstand fast nur aus dem Problem für BKF zur geeigneten Schlafmöglichkeit außerhalb vom Fahrerhaus, das unter anderem mit dem am 24. April 2017 in Kraft getretenen FPersG § 8a (1) Nr. 2 / § 8a (2) Nr. 1 (BGBl. I S. 1214) und durch das Mobilität Paket I der EU im Jahr 2020, sowie durch die EuGH Entscheidung zusammenhängt. Zudem hatte die Entschließung vom EU-Parlament und die Direktive-Mitteilung der EU-Kommission zu den sicheren Lkw-Parkplätzen inklusive der BKF-Übernachtungen ein wichtigen Aspekt für ein Mikro-Hotel bekommen. Die revidierte EU-Verordnung (EG) 561/2006 zu Lenk- und Ruhezeiten und der EuGH, mit C-102/16 vom 20. Dezember 2017, konkretisierten die Untersagung, dass die BKF ihre regelmäßige wöchentliche Ruhezeit (rWRZ) von 45 Stunden komplett nur im Fahrerhaus vom Lkw verbringen. Diese Regelung wurde erstmals innerhalb der EU durch das im Jahr 2020 verabschiedete EU-Mobilitäts-Paket I einheitlich umgesetzt und die Transportunternehmen sind verpflichtet, ihren BKF die geeignete Unterkünfte als Schlafmöglichkeit mit mindestens 6 m² einen Ruheraum im Motel, Hotel, Pension usw. zur Verfügung zu stellen, zu buchen oder zu organisieren. Steht die sogenannte regelmäßige wöchentliche Ruhezeit an, heißt das für BKF, entweder nach Hause zu fahren oder sich eine Hotel oder Pension in der Nähe zu suchen, um da dann auch noch einen freien sicheren Parkplatz für den Lkw zu haben, was extrem selten ist.
Die Absicht ein Mikro-Hotel zu benutzen, besteht auch darin, dass es Bezahlbare Unterkünfte hauptsächlich nur für Berufskraftfahrer direkt an der BAB-Strecke gibt, wo auch der Lkw direkt dort geparkt werden kann. Klassische Hotels sind oft zu weit von der BAB entfernt und bieten sehr selten ausreichend Lkw-Stellplätze. Bereits jetzt stehen mehrere Roatel-Container an Autobahnen, wo das Unternehmen plant, dass etwa alle 50 km ein Mikro-Hotel auch für Dienst-Reisende oder Monteure, sowie für Urlauber, geben soll.

## Mini-Hotels

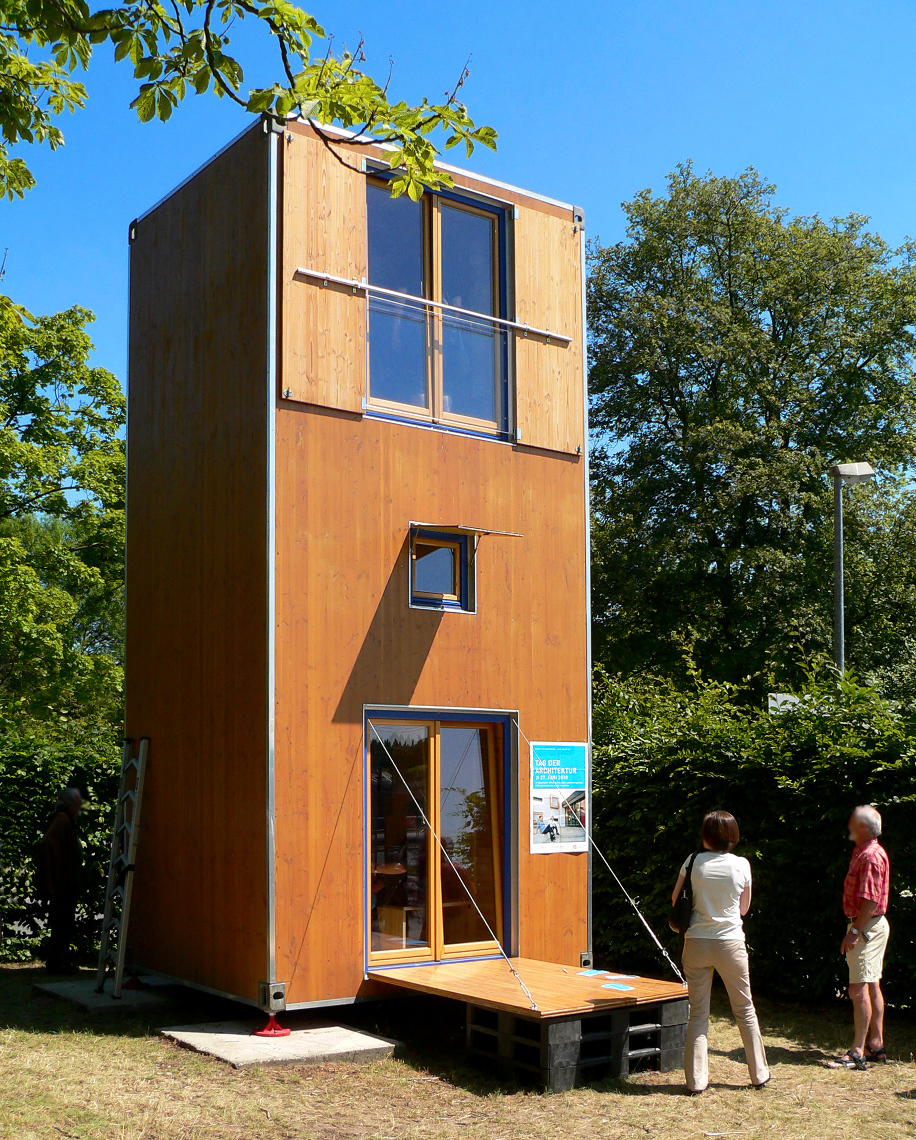
Wohncontainer hochgestellt
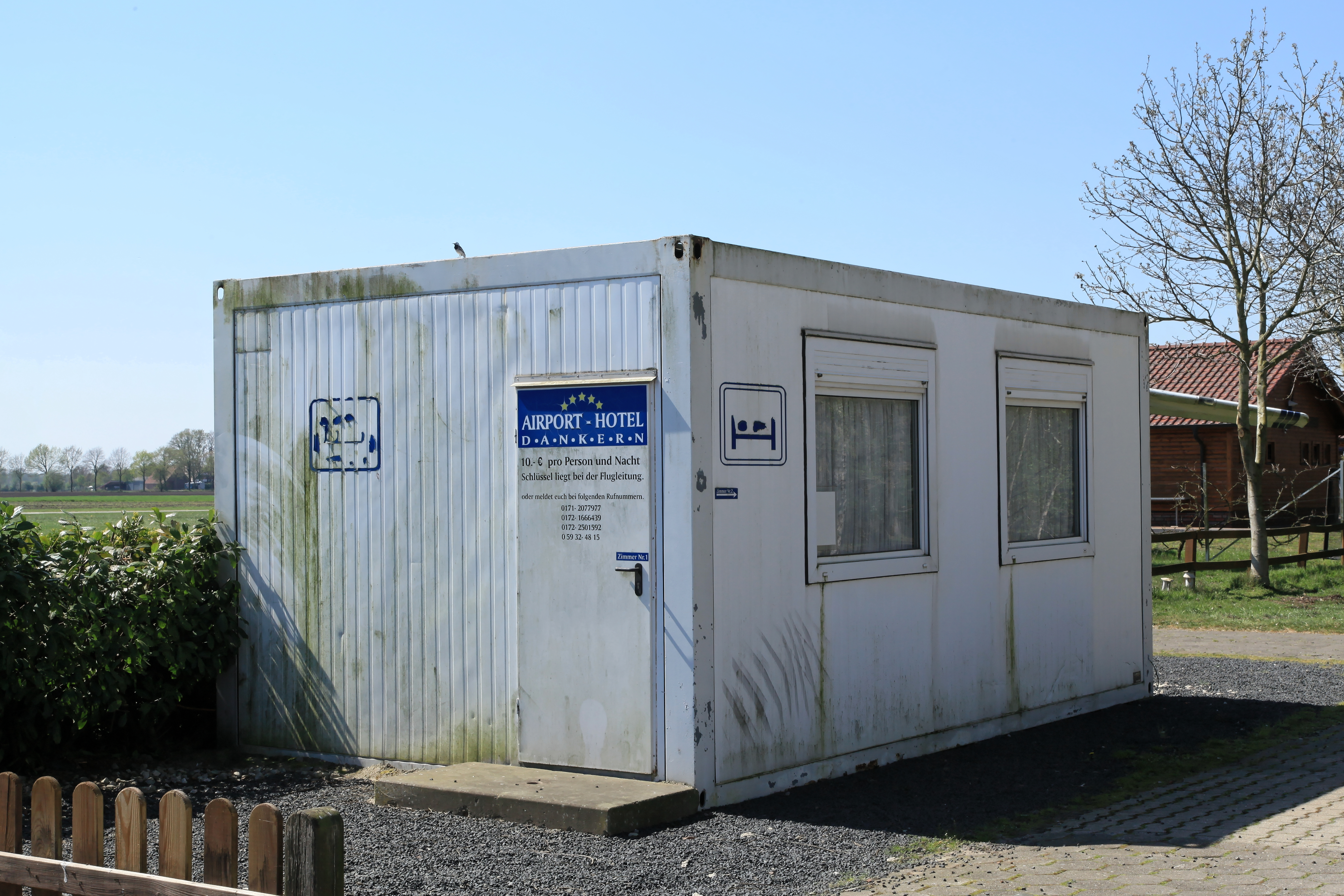
Container als Mini-Hotel

Einige Firmen bauen auch eine Art Mini-Hotels in einen Container, die nicht nur von Monteuren benutzt zu werden, sondern von Bürgern zur Übernachtung, wobei dann Übersee-Container auch als eine Art Mini-Hotel aufgestellt werden oder auch als Wohn-Container für Asylanten oder Bauarbeiter der Bahn jeweils gemietet werden oder die Bauarbeiter haben ein Wohnwagen zur Verfügung. 

## Referenzen
1. ↑  Besonderer Mini-Hotel Bau in der Stadt zum Schlafen
2. ↑  Roatel Vorstellung und Hinweise
3. ↑  Roaltel Konzepte
4. ↑  Autozeitung zu Roatel und App mit Kosten
5. ↑  "Trans-Info" Bericht zum Roatel-Konzept und deren Hintergründe
6. ↑  Youtube Video zum Roatel "Wenn Trucker im Container schlafen"
7. ↑  Entscheidung EuGH C-102/16 vom 20.12.2017 zum Verbot die regelmäßige wöchentliche Ruhezeit im LKW-Fahrerhaus zu verbringen
8. ↑  Angenommene Texte vom EU-Parlament-- Die Sicherheit von Lkw-Parkplätzen in der EU -- Donnerstag, 25. November 2021
9. ↑  Initiative der EU Kommission zu den sicheren Parkplätzen für LKW "mit Link" zur Delegierten Verordnung - C(2022)2055 vom 07 April 2022
10. ↑  "BMV" Verbesserung der Sozialvorschriften-Berufskraftfahrer
11. ↑  ETF: Europäische Transportarbeiter-Föderation | Reaktion der ETF auf die EU-Studie über "sichere Parkplätze"
12. ↑  Mini-Hotel als Wohncontainer für Bauarbeiter
13. ↑  Mini-Hotel als Wohn-Container mieten